# Cantón de La Mothe-Achard
El cantón de La Mothe-Achard era una división administrativa francesa, que estaba situada en el departamento de Vandea y la región de Países del Loira.

## Composición
El cantón estaba formado por doce comunas:
- Beaulieu-sous-la-Roche
- La Chapelle-Achard
- La Chapelle-Hermier
- La Mothe-Achard
- Landeronde
- Le Girouard
- Martinet
- Nieul-le-Dolent
- Sainte-Flaive-des-Loups
- Saint-Georges-de-Pointindoux
- Saint-Julien-des-Landes
- Saint-Mathurin

## Supresión del cantón de La Mothe-Achard
En aplicación del Decreto n.º 2014-169 de 17 de febrero de 2014, el cantón de La Mothe-Achard fue suprimido el 22 de marzo de 2015 y sus 12 comunas pasaron a formar parte; once del nuevo cantón de Talmont-Saint-Hilaire y una del nuevo cantón de La Roche-sur-Yon-1.